# Eragrostis sabulicola
Eragrostis sabulicola là một loài thực vật có hoa trong họ Hòa thảo. Loài này được Pilger ex Jedwabn. mô tả khoa học đầu tiên năm 1924.